# Чигник
Чигник (англ. Chignik, алют. Cirniq) — поселение со статусом города (city) в боро Лейк-энд-Пенинсула, штат Аляска, США. Чигник известен тем, что именно здесь 12 октября 1913 года родился Бенни Бенсон — человек, разработавший в 1927 году (в возрасте 14 лет) флаг Аляски, который используется до сих пор.

## География
Чигник расположен на берегу залива Анкоридж в южной части полуострова Аляска, площадь города — 41,1 км², из них 10,8 км² занимают открытые водные пространства (в территорию города полностью включены заливы Анкоридж и Мад). Город обслуживает одноимённый аэропорт, также неподалёку расположены аэропорты Чигник-Лейк, Чигник-Лагун и гидроаэропорт Чигник-Бэй.

## История

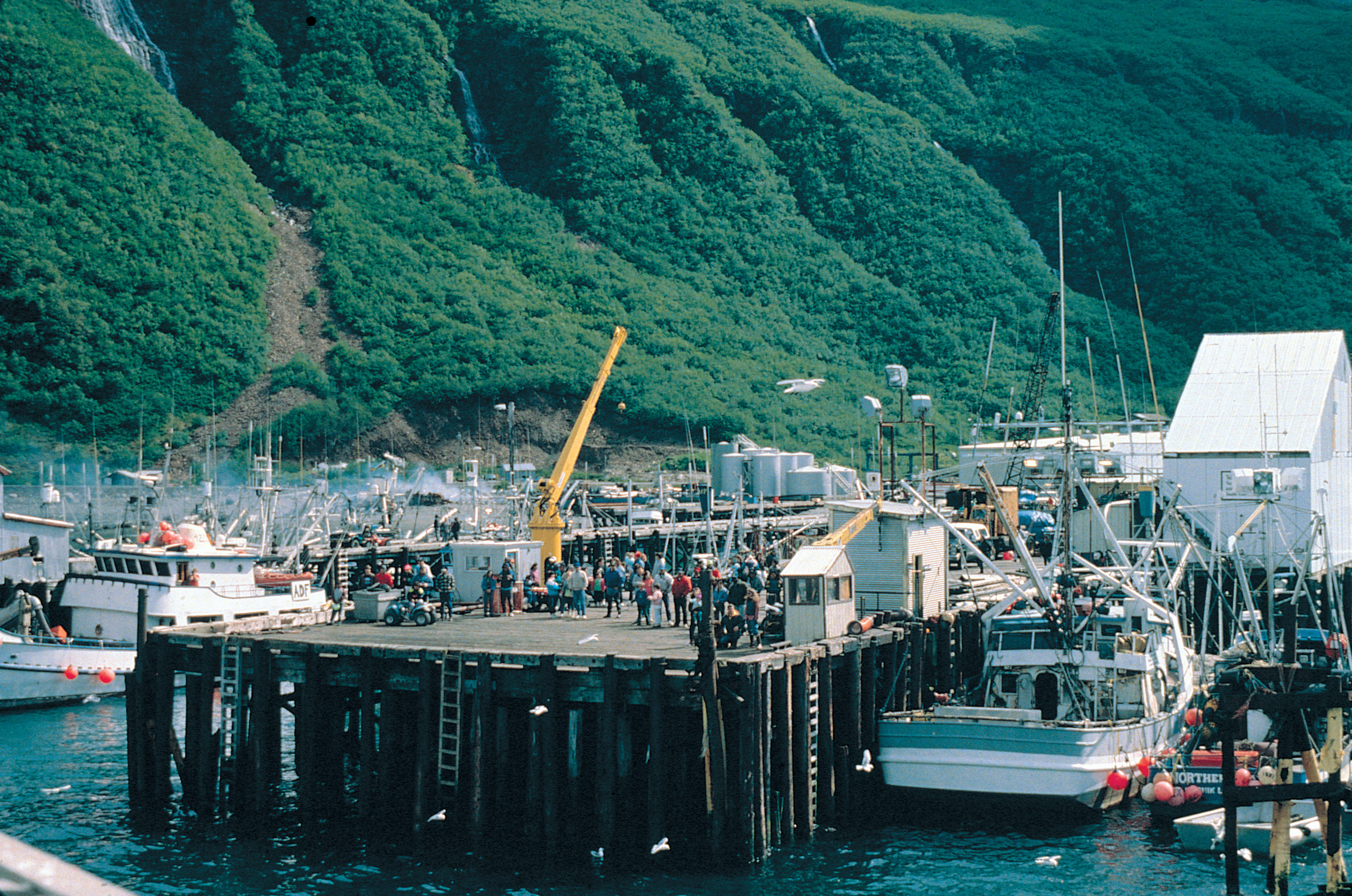
В ожидании парома

На месте Чигника с давних пор существовала индейская деревня Калвак, которая была разрушена в конце XVIII века во время российского «пушного бума». Сто лет спустя здесь возникло новое поселение, чьё название Чигник в переводе с алютикского языка означает «большой ветер». Его жители занимались ловлей и консервированием рыбы. Первыми жителями поселения стали рабочие из Сан-Франциско; сезонно, на весну и лето, сюда прибывали китайские и японские рабочие. С 1899 по 1915 года в окрестностях Чигника функционировали несколько угольных шахт, но они быстро истощились. В 1901 году в поселении открылось первое почтовое отделение.
16 мая 1983 года Чигник был инкорпорирован, получив статус города (city). К XXI веку образ жизни жителей почти не изменился: они также живут рыболовством, работают на двух рыбоконсервных заводах города.

## Демография
По переписи 1990 года в Чигнике проживало 188 человек.
По переписи 2000 года в Чигнике проживало 79 человек: 29 домохозяйств, 20 семей. Расовый состав: коренные американцы — 60,8 %, белые — 31,7 %, азиаты — 2,5 %, уроженцы тихоокеанских островов и Гавайев — 2,4 %, прочие расы — 1,3 %, смешанные расы — 1,3 %, латиноамериканцы (любой расы) — 1 %. Ровно четверть населения были младше 18 лет, 14 % в возрасте от 18 до 24 лет, 33 % — от 25 до 44 лет, 23 % — от 45 до 64 лет и 5 % жителей были в возрасте 65 лет и старше. Средний возраст жителя Чигника составил 36 лет. На 100 женщин приходилось 114 мужчин, при этом на 100 совершеннолетних женщин приходилось 111 мужчин такого же возраста. Средний доход на душу населения был 16 000 долларов в год, 5 % жителей находились за чертой бедности.
По переписи 2010 года в Чигнике проживал 91 человек. Расовый состав: коренные американцы — 57,1 %, белые — 34,1 %, азиаты — 3,3 %, прочие расы — 1,1 %, смешанные расы — 4,4 %.
Сайт commerce.state.ak.us сообщает о 92 жителях по состоянию на начало 2014 года.
Происхождение предков (данные 2012 года): немцы — 20,2 %, норвежцы — 8,0 %, англичане — 4,3 %, итальянцы — 3,7 %, греки — 2,5%, ирландцы — 1,8 %.

## Климат
В среднем за год в Чигнике выпадает 2115 мм дождя: самый влажный месяц — ноябрь (256 мм), самый сухой — июль (110 мм). Что касается снега, в среднем за год его выпадает 117,6 см: самый снежный месяц — февраль (37,1 см), в июне-сентябре снега ни разу зафиксировано не было.